# Six Fontaines
Ne doit pas être confondu avec Sexfontaines.
Six Fontaines est une source d'eau aménagée en 1894 de la ville de Herve en Belgique. Elle est composée de 6 batches  (le mot wallon pour bacs en français).

## Histoire
En 1547, la Cour de Herve autorise la population à faire usage d'une source d'eau se trouvant à l'extérieur de l'ancienne Ville de Herve. Au XVIIIe siècle le développement de l'industrie textile provoque une très grande consommation d'eau ; en 1783 un lavoir est érigé pour le lavage de la laine destinée à la fabrication de drap, mais se révèle plus tard insuffisant et l'année suivante, une demande est introduite dans le but d'autoriser des captages supplémentaires. Au XIXe siècle , la plupart des industries textiles s'installent dans la proche vallée de la Vesdre particulièrement à Verviers et petit à petit le lavoir de Herve est délaissé.
En 1894, la ville de Herve aménage la source avec une construction en briques faite de sept arches pour lui donner plus de beauté. L'aménagement coûte à la ville une somme de 12 444 francs belges. Initialement, il n'y a qu'une source car les eaux des Six Fontaines présentent toutes des propriétés organoleptiques et des compositions similaires. Apparemment ce serait le doyen Lys qui aurait fait percer la colline où se situe la source, laquelle se sépare en six branches qui s'écouleront plus tard dans les six bacs des Six Fontaines.

## Fonctions des bacs
Les six bacs (batches) ont tous une fonction différente :
- Lu batch à djvas, le bac à chevaux , c'est l'abreuvoir de ceux-ci.
- Lu reû batch, réservé aux lavandières et à l'empesage du linge.
- Lu grand batch,réservé aussi aux lavandières et à l'empesage du linge.
- Lu p'tit batch, le petit bac réservé au lavage des boyaux destinés à la confection des boudins et saucisses.
- Lu batch à pourcê, le bac où on lavait les porcs après le brûlage des soies.
- Lu batch Lecomte, du nom d'une ancienne famille hervienne qui s'y approvisionnait[2].

## Légende des Six Fontaines
Une légende raconte que, pendant la nuit de Noël, Lu batch Lecomte déverse du vin au lieu d'eau et déjà deux fois des Herviens ont voulu essayer de la boire ce soir là et en sont morts. « Ne buvez jamais dans lu batch Lecomte la nuit de Noël ! »